# Estação Itapevi
A Estação Itapevi  é uma estação ferroviária, pertencente à Linha 8–Diamante operada pela ViaMobilidade. Está localizada no município de Itapevi.

## História
A estação foi inaugurada pela Estrada de Ferro Sorocabana em 1 de julho de 1888, com o nome de Cotia (pois até 1959 Itapevi foi distrito de Cotia). Assim como Osasco, Carapicuíba, Barueri e Jandira, a estação de Itapevi foi a edificação que deu origem ao município homônimo.
Em 1888, a estação era uma pequena plataforma, mas depois foi substituída pela EFS por um prédio que atendesse à crescente demanda da época.
Durante a retificação e duplicação da linha, em 1926, uma nova estação foi construída. Nos anos 50, a Sorocabana inicia um projeto de modernização das linhas de trens de subúrbios e reconstrói a estação (renomeada Itapevi desde 1945).

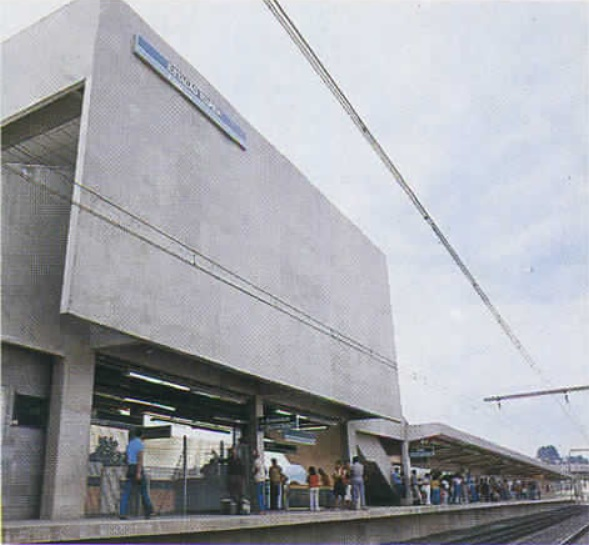
A estação, de arquitetura brutalista, em 1985

Em 1971 a FEPASA incorpora a EFS e inicia um programa de modernização das linhas de trens de subúrbio, ampliando a bitola e reconstruíndo 17 estações, dentre elas a estação Itapevi, cujas obras foram contratadas em outubro de 1981 junto à empresa HOS Engenharia e Construções Ltda. A nova estação foi reinaugurada em 11 de março de 1983. Na década de 80 é criada a Extensão Operacional para Amador Bueno, e Itapevi se torna uma estação de transferência, devido à diferença entre a linha rebitolada pela FEPASA, em bitola mista (1,60m e 1m), e o trecho original de bitola métrica (1m).
Em 1996, a CPTM passou a administrar esta estação. Em 29 de janeiro de 2005 a CPTM lançou a concorrência nº 8379402011 visando a modernização/reconstrução de 12 estações divididas em 6 lotes de 2 estações. A estação Itapevi fez parte do lote nº 6 (ao lado da estação Poá). Em 18 de março de 2005 foi divulgado o resultado final, sendo homologado o Consórcio Sondotecnica/Urbaniza pelo valor de 1 056 808,00 reais. O projeto foi apresentado ao publico em junho de 2007, durante as audiências públicas para a contratação das obras. Com o projeto concluído, a etapa seguinte foi a contratação das obras, com a licitação Nº 8305802011 realizada entre janeiro e maio de 2009, quando foi anunciado o resultado. As obras de modernização da estação Itapevi foram contratadas junto ao consórcio formado pelas empresas JZ Engenharia e Kallas, pelo valor de R$ 21.869.786,85. Em 1 de outubro de 2010, a CPTM concluiu as obras de reforma e expansão da estação Itapevi.
Em janeiro de 2020, a Prefeitura de Itapevi deu início a obras de melhoria do entorno e de acessibilidade na estação. Com o prazo para janeiro de 2021, as melhorias abrangerão elevadores para cadeirantes, escadas rolantes e fixas e uma nova passarela suspensa ligando a estação até a nova Praça Carlos de Castro no lado sul, sem a necessidade de atravessar a rodovia SP-29 (Estrada da Roselândia).
Em 20 de abril de 2021 foi concedida para o consórcio ViaMobilidade composto pelas empresas CCR (atual Motiva) e RUASinvest, com a concessão para operar a linha por trinta anos. O contrato de concessão foi assinado e a transferência da linha foi realizada em 27 de janeiro de 2022.

## Toponímia
Segundo Enio Squeff e Helder Perri Ferreira, autores do livro A Origem dos Nomes dos Municípios Paulistas (Imprensa Oficial do estado de São Paulo, 2003), Itapevi significa "rio das pedras chatas", existentes naquele trecho do Rio Barueri-Mirim. Surgido no início do século XX, o nome batizou a estação apenas em 1945.

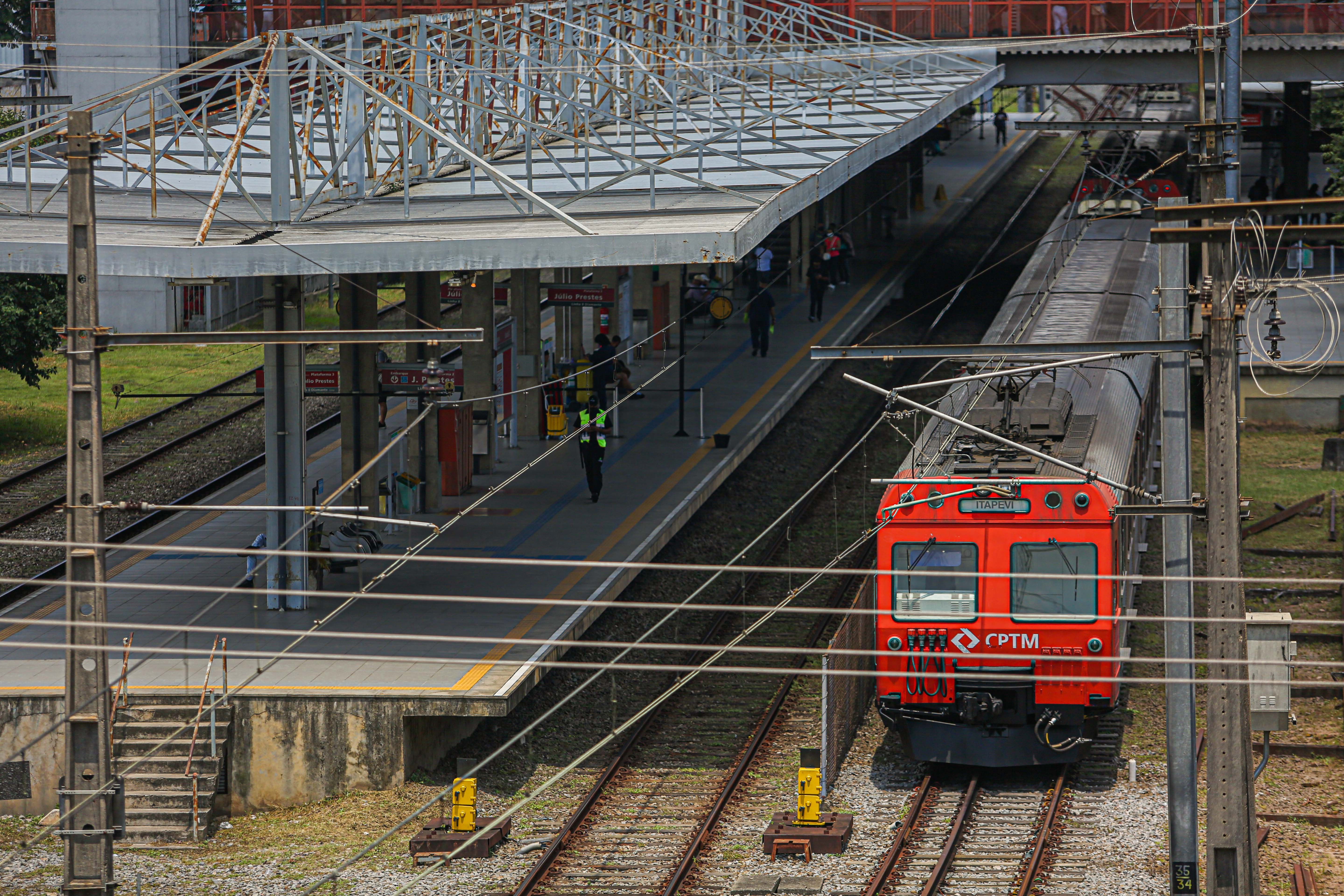

## Tabelas
| Linha      | Terminais               | Comprimento (km) | Estações | Observações                                                                                           |
| ---------- | ----------------------- | ---------------- | -------- | --- |
| 8 Diamante | Júlio Prestes ↔ Itapevi | 35,283           | 20       | Possui extensão operacional Antiga Linha B–Cinza / Antiga Linha Oeste do Trem Metropolitano da FEPASA |

| Sigla | Estação | Inauguração        | Integração                          | Plataformas         | Posição    | Notas |
| ----- | ------- | ------------------ | ----------------------------------- | ------------------- | ---------- | --- |
| IPV   | Itapevi | 1 de julho de 1888 | Bilhete Único da SPTrans / Benfácil | Centrais e laterais | Superfície | Estação construída pela Estrada de Ferro Sorocabana Reconstruída pela FEPASA em 11 de março de 1983 Estação reformada pela CPTM e entregue no dia 1 de outubro de 2010 |